# Embalse del Arquillo de San Blas
El embalse del Arquillo de San Blas se sitúa en el municipio de Teruel, en la provincia de Teruel, España.
Está construido en el cauce del río Guadalaviar, sobre una superficie de 83 hectáreas y con una capacidad máxima de 22 hm³ . La obra data del año 1962 y fue construida mediante una presa de gravedad con una altura de 54 metros y una longitud en coronación de 173,20 m.
Está destinado al abastecimiento de la ciudad de Teruel, a la central hidroeléctrica de Carburos y al regadío.
Este embalse pertenece a la Confederación Hidrográfica del Júcar.
Bajo sus aguas se encuentra el Molino de Caudé llamado "El Molinazo".